# أوخوتنيك
أوخوتنيك أو الصياد الضارب سو-70 (بالروسية: Су-70) هي طائرة شبح روسية بلا طيار.
قامت الطائرة بأول رحلة كاملة  في 3 أغسطس/ آب 2019.
بقيت في الجو لأكثر من 20 دقيقة، وحلقت عدة مرات حول المطار على ارتفاع حوالي 600 متر وقامت بهبوط ناجح
 ظهرت الصور الأولى للسلاح الروسي الجديدة على شبكة الإنترنت في أواخر يناير. قبل شهر،
وتحمل «الصياد» أجهزة رصد ليزرية وبصرية وأجهزة تعمل بالأشعة تحت الحمراء، كما ستزود برادارات متطورة شبيهة بما لدى مقاتلات الجيل الخامس الروسية «سو-57»
كتبت بوابة أخبار بيزنس إنسايدر الأمريكية أن أوخوتنيك يمكن أن تعقد حياة الجيش الأمريكي بشكل كبير.
ويفترض أن تؤدي طائرة «أوخوتنيك» مهمتها في قصف الأهداف المزمع تدميرها بالتنسيق مع مقاتلة الجيل الخامس "سو-57" وحسب توجيهاتها.
وتبدو طائرة «أوخوتنيك» ضخمة، فباع جناحها يبلغ 19 مترا، أي أنه أكبر من جناح المقاتلة القاذفة «سو-34». ويصل طولها إلى 14 مترا. وتزن طائرة «أوخوتنيك» نحو 25 طنًّا منها 2800 كيلوغرام وزن الأسلحة. ويصل مداها إلى 5000 كيلومتر. ويمكن أن تبلغ سرعتها 1400 كيلومتر في الساعة.

## التصميم
وصنعت الطائرة بلا ذيل ضمن تصميم ما يسمى «الجناح الطائر»، باستخدام مواد وطلاءات خاصة تجعلها غير مرئية عمليا لأدوات الكشف الراداري.

## مواصفات الطائرة «أوخوتنيك»

### الصفات العامة
- الطاقم: 0.
- الطول: 14 مترا.
- المسافة بين الجناحين: 19 مترا.
- الوزن فارغة: 22,200 كغم.
- الوزن محملة: 25,000 كغم.
- قادرة على حمل ذخيرة حتى: 2800 كيلوغرام

### الأداء
- السرعة القصوى: ماخ 1.4 (1400 كيلومتر/ساعة).
- المدى: 5000 كيلومتر
- معدل الصعود: 211 متر/ثانية

## المشغلون
- روسيا

### طائرات ذات صلة
- آر كيو-4 غلوبال هوك
- نورثروب غرومان إكس 47
- داسو نيرون
- سافران باترولر
- كرونشتات أوريون